# Види на межі зникнення

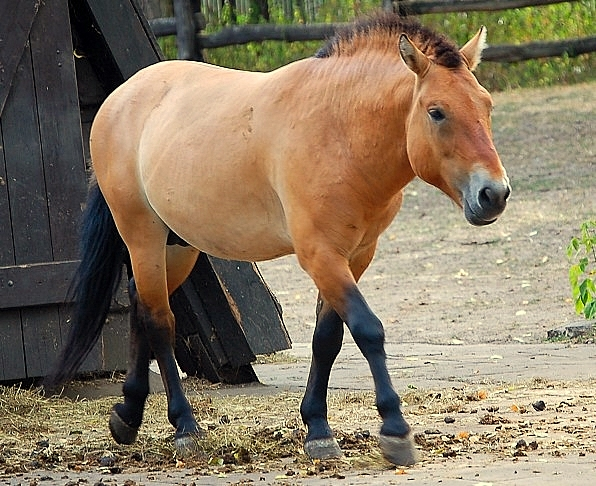
Кінь Пржевальського належить до видів на межі зникнення

Ви́ди на межі́ зни́кнення (англ. Critically Endangered (CR)) є найвищою категорією Міжнародного союзу охорони природи (IUCN) для видів, які існують у живій природі. Віднесення видів до цієї категорії означає, що їхня чисельність скоротилася або може скоротитись на 80 % протягом трьох поколінь. МСОП не відносить види до категорії вимерлих доти, доки не буде здійснено масштабних спеціальних досліджень. Тому види, які є можливо вимерлими, відносять до категорії видів на межі зникнення.

## Критерії для категорії «Види на межі зникнення»
Таксон вважається таким, що «Перебуває на межі зникнення», коли з найбільшою очевидністю показано, що він відповідає якому-небудь з критеріїв А — Е і тому розглядається як такий, що існує з надзвичайно високим ризиком зникнення у дикій природі:

### A. Скорочення чисельності за наявності будь-яких з таких умов (1-4)
1. На основі спостережень, експертних оцінок, висновків або припущень встановлено, що скорочення чисельності не менше ніж на 90% відбулося за останні 10 років або 3 покоління, що більше за тривалістю. При цьому причини такого скорочення, будучи цілком оборотними і з'ясовними, вже усунені. Це визначається на підставі будь-яких з таких (a — e) показників:
а. прямого спостереження
b. індексу рясності, прийнятного для таксона
c. скорочення області поширення, області мешкання і/або якості місця існування
d. реального або потенційного рівня експлуатації,
e. впливу інтродуцентів, гібридизації, патогенів, полютантів, конкурентів або паразитів.
2. На основі спостережень, експертних оцінок, висновків або припущень встановлено, що скорочення чисельності не менше ніж на 80% сталося за останні 10 років або 3 покоління, що більше за тривалістю. При цьому саме скорочення або його причини можуть бути ще не усунені, або не з'ясовані, або незворотні. Це визначається на підставі будь-яких з показників (а-е) А1.
3. На основі прогнозів або припущень встановлено, що скорочення чисельності не менше ніж на 80 % буде відбуватися за подальші 10 років або 3 покоління, що більше за тривалістю (максимально до 100 років). Це визначається на підставі будь-яких показників з (b-е) А1.
4. На основі спостережень, експертних оцінок, висновків, прогнозів або припущень встановлено, що скорочення чисельності не менше ніж на 80% відбувалося і відбуватиметься за часовий період, що включає минуле і майбутнє, а саме — за будь-які 10 років або 3 покоління, що більше за тривалістю (максимально до 100 років в майбутньому). При цьому саме скорочення або його причини можуть бути ще не усунені, або не з'ясовні, або незворотні. Це визначається на підставі будь-яких показників з (a — e) А1.

### B. Обмеження ареалу за наявності будь-яких з таких умов (1-2)
1. На основі експертних оцінок встановлено, що область поширення складає менш ніж 100 км2 за наявності, принаймні, будь-яких двох з таких умов (a — c) :
a. Вона дуже фрагментована або складається лише з 1 локалітету.
b. На основі спостережень, висновків або прогнозів встановлено тривале зниження будь-яких з таких показників:
(i) області поширення
(ii) області мешкання
(iii) площі, протяжності і/або якості місця існування
(iv) кількості локалітетів або популяцій
(v) кількості статевозрілих особин.
c. Екстремальні коливання будь-якого з таких показників:
(i) області поширення
(ii) області мешкання
(iii) кількості локалітетів або популяцій
(iv) кількості статевозрілих особин.
2. На основі експертних оцінок встановлено, що область мешкання складає менш ніж 10 км2 за наявності, принаймні, будь-яких двох з таких умов (a — c) :
a. Вона дуже фрагментована або складається лише з 1 локалітету.
b. На основі спостережень, висновків або прогнозів встановлено тривале зниження будь-яких з таких показників:
(i) області поширення
(ii) області мешкання
(iii) площі, протяжності і/або якості місця існування
(iv) кількості локалітетів або популяцій
(v) кількості статевозрілих особин.
c. Екстремальні флуктуації будь-яких з таких показників:
(i) області поширення
(ii) області мешкання
(iii) кількості локалітетів або популяцій
(iv) кількості статевозрілих особин.

### C.
Обмеження чисельності, коли на основі експертних оцінок встановлено, що чисельність складає менш ніж 250 статевозрілих особин за наявності будь-яких з таких умов (1-2) :
1. На основі експертних оцінок встановлено тривале зниження чисельності не менше ніж на 25 % за 3 роки або 1 покоління, що більше за тривалістю (максимально до 100 років у майбутньому).
2. На основі спостережень, висновків або прогнозів встановлено тривале зниження чисельності за наявності будь-яких з таких умов (a — b):
а. Структура популяцій у вигляді одного з таких:
(i) на основі експертних оцінок встановлено, що не існує популяцій, які складаються більш ніж з 50 статевозрілих особин.
(ii) не менше 90% статевозрілих особин знаходиться в одній популяції.
b. Сильні коливання чисельності статевозрілих особин.

### D.
Сильне обмеження чисельності, коли на основі експертних оцінок встановлено, що чисельність складає менше 50 статевозрілих особин.

### E.
Кількісний аналіз показує не менше 50 % ймовірності зникнення таксона в дикій природі за 10 років або 3 покоління, що більше за тривалістю (максимально до 100 років).
До видів, що перебувають на межі зникнення, станом на 18 лютого 2011 р. відносяться 3565 таксонів, у тому числі 1940 тварин, 2 грибів, 1619 рослин, 4 протистів.
В Україні трапляються такі види, які належать до даної категорії:
- Вугор європейський
- Журавель білий
- Кульон тонкодзьобий
- Кінь Пржевальського
- Осетер руський